# Еркечки говор
Еркечкият говор е български диалект, представител на балканските говори. Говори се предимно в две села — Голица (община Долни чифлик) и Козичино (община Поморие). Наименованието на този диалект идва от Еркеч – предишното име на село Козичино.

## Характеристики
Еркечкият говор се отличава от останалите балкански говори главно по своите фонетични особености.
- Гласните под ударение се изговарят по-дълго от другите: дубū̀тък (добитък), мл’ā̀ку (мляко), кṑн’ите (конете).
- Преглас ф⇒х във всички положения: хỳрна (фурна), сохрà (софра), ках’àх (кафяв), х (в), хỳбах (хубав)
- Застъпник на стб. ѫ и ѫ е ȇ (дълго широко е) под ударение и ạ (полуредуцирано а): зêп (зъб), крадề (крада), мêш—мạжề (мъж—мъжът), сêн—сạнề (сън—сънят).